# Lauren Cohan
Lauren Elizabeth Cohan (Cherry Hill, 7 de janeiro de 1982) é uma atriz e modelo anglo-americana. É mais conhecida por sua atuação como Maggie Greene-Rhee em The Walking Dead (2010–presente). Também interpretou Bela Talbot em Supernatural (2005–2020), Vivian Volkoff em Chuck (2007–2012), Rose-Marie em The Vampire Diaries (2009–2017) e Frankie em Whiskey Cavalier (2019).

## Biografia
Cohan nasceu e viveu em Cherry Hill durante sua infância antes de se mudar para o Reino Unido. Seu pai é norte-americano e sua mãe é inglesa, ela também é descendente de escoceses, irlandeses e noruegueses.
Lauren formou-se na Universidade de Winchester no King Alfred's College, onde estudou teatro e Literatura Inglesa, antes da turnê com uma companhia de teatro que ela co-fundou na universidade. Lauren, em seguida, passou a dividir o seu tempo e trabalho entre Londres e Los Angeles, trabalhando em alguns filmes e séries, bem como alguns projetos não-comerciais.

## Carreira
A estreia de Cohan no cinema foi no filme Casanova de 2005 como a irmã da personagem "Beatrice". Em 2006, ela estrelou a sequência Van Wilder: The Rise of Taj desempenhando o papel de "Charlotte Higginson", ou "Charlie". Seu papel seguinte foi no filme de 2007, Float. Ela também atuou na 3.ª temporada da série de drama paranormal Supernatural como Bela Talbot, uma ladra e negociante de artefatos raros.
Participou na série The Vampire Diaries no papel de uma vampira. Ela estreou no oitavo episódio da segunda temporada, que recebe o nome de sua personagem Rose e ficou na série até ao episódio The Descent, que é o décimo segundo da segunda temporada, em 2012 ela reprisa o mesmo personagem no 19.º episódio da terceira temporada intitulado Heart of Darknes.
A atriz também participou da série Chuck no papel de Vivian Volkoff. Ela estreou em Chuck no episódio The Masquerade, que é o décimo sexto episódio da quarta temporada. Atualmente, integra o elenco de The Walking Dead como Maggie Greene.

## Filmografia
| Filmes          | Filmes                             | Filmes                              | Filmes |
| Ano             | Título                             | Papel                               | Notas |
| --------------- | ---------------------------------- | ----------------------------------- | --- |
| 2005            | The Quiet Assassin                 |                                     | |
| 2005            | Casanova                           | Irmã de Beatrice                    | |
| 2006            | Van Wilder: The Rise of Taj        | Charlotte                           | |
| 2008            | Float                              | Emily Fulton                        | |
| 2010            | Death Race 2                       | September Jones                     | |
| 2010            | Disturbed                          | Claire                              | |
| 2010            | Young Alexander the Great          | Leto                                | |
| 2016            | The Boy                            | Greta                               | |
| 2016            | Batman v Superman: Dawn of Justice | Martha Wayne                        | |
| 2017            | All Eyez on Me                     | Leila Steinberg                     | |
| 2018            | Mile 22                            | Alice                               | |
| Televisão       |                                    |                                     | |
| Ano             | Título                             | Papel                               | Notas |
| 2007            | The Bold and the Beautiful         |                                     | 1 episódio |
| 2007–2008       | Supernatural                       | Bela Talbot                         | 6 episódios |
| 2008            | Valentine                          | Joanna Clay                         | 1 episódio |
| 2009            | Life                               | Jackie Amos                         | 1 episódio |
| 2010–2012       | The Vampire Diaries                | Rose                                | 6 episódios: "Rose", "Katerina", "The Sacrifice", "By the Light of the Moon" e "The Descent", "Heart of Darkness". |
| 2010–2012       | Modern Family                      | Billingsley Academy's recepcionista | 1 episódio Unplugged                                                                                               |
| 2010–2012       | Cold Case                          | Cold Case                           | 1 episódio |
| 2010–2012       | CSI: NY                            | Meredith Muir                       | 1 episódio, "Flag on the Play"                                                                                     |
| 2011            | Chuck                              | Vivian Volkoff                      | 4 episódios |
| 2011–2022       | The Walking Dead                   | Maggie Greene-Rhee                  | Recorrente (Temporada 2); Principal (Temporada 3–11);                                                              |
| 2013            | Law and Order: SVU                 | Avery Jordan                        | 1 episódio |
| 2014            | Archer                             | Juliana (voz)                       | 4 episódios |
| 2016            | The Mindy Project                  | Ashley                              | 2 episódios |
| 2019            | Whiskey Cavalier                   | Francesca "Frankie" Trowbridge      | Protagonista |
| 2023-atualmente | The Walking Dead: Dead City        | Maggie Rhee                         | Co-protagonista e produtora executiva                                                                              |